# بيث آن فينلي
بيث آن فينلي (بالإنجليزية: Beth Ann Fennelly)‏ هي مقالاتية أمريكية، ولدت في 22 مايو 1971.